# The Shape of Things
The Shape of Things (Alternativtitel: Das Maß der Dinge) ist ein US-amerikanisch-französisch-britisches Filmdrama von Neil LaBute aus dem Jahr 2003.

## Handlung
Der Literaturstudent Adam Sorenson jobbt als Museumswächter. Er lernt im Museum die Kunststudentin Evelyn Ann Thompson kennen, mit der er eine Beziehung eingeht. Evelyn beeinflusst stark das Leben Adams. Sie will unter anderem, dass er seine Freunde Jenny und Phillip seltener sieht.
Phillip war früher ein Zimmergenosse von Sorenson. Die Beziehung zu seiner Freundin Jenny kriselt. Adam wird in einer der Szenen von Jenny geküsst.
Adam erfährt, dass er für Evelyn zum Objekt einer Projektstudie wurde, in der es darum geht, einen Menschen zu manipulieren. Er streitet mit ihr und beschimpft sie. Sie sagt, sie habe ihn positiv beeinflusst und ihn zum interessanteren Menschen gemacht. Evelyn verlässt Adam, der sich am Ende alte Aufnahmen seiner Ex-Freundin anschaut.

## Kritiken
James Berardinelli schrieb auf ReelViews, der Film sei dem früheren Film LaButes In the Company of Men ähnlich und könne dasselbe Publikum ansprechen. Er sei eine gewundene Liebesgeschichte über Manipulation, über den Verlust der Unschuld und über die Brutalität des Verrats.
Das Lexikon des internationalen Films schrieb: „Als Screwball-Komödie inszenierte Verfilmung eines kompromisslos-provokanten Theaterstücks um Geschlechterkämpfe, Manipulierbarkeit und die Fixierung auf den äußerlichen Schein.“

## Hintergrund
Die Handlung beruht auf einem Theaterstück von Neil LaBute, welches am 24. Mai 2001 im Londoner Almedia Theatre uraufgeführt wurde. Die Rollen wurden mit denselben Darstellern wie im Film besetzt.
Der Film wurde in Los Angeles und in Camarillo (Kalifornien) gedreht. Seine Produktionskosten betrugen schätzungsweise 4 Millionen US-Dollar. Der Film hatte seine Weltpremiere am 18. Januar 2003 auf dem Sundance Film Festival. Er wurde in den USA in 40 Kinos gezeigt, in denen er ca. 173.000 US-Dollar einspielte.